# محمد مستقیمی
محمد مستقیمی متخلص به راهی (زادهٔ ۱ دی ۱۳۳۰ در روستای چوپانان از بخش انارک از توابع شهرستان نایین در استان اصفهان) نویسنده، شاعر، پژوهشگر، منتقد ادبی است. وی از نوادگان یغمای جندقی شاعر و مرثیه‌سرای سده سیزدهم هجری است. وی از سی سالگی به‌طور جدی پا به عرصه ادبیات گذاشت و به عنوان یکی از شاعران پیشکسوت شعر نو و موج سپید در اصفهان شناخته می‌شود. وی از جمله منتقدین پایگاه نقد شعر وابسته به بنیاد شعر و ادبیات داستانی ایرانیان است. این پایگاه که با حمایت وزارت فرهنگ و ارشاد اسلامی راه‌اندازی شده‌است با بهره‌گیری از شاعران و منتقدان شعر فارسی به نقد شعر شاعران فارسی‌زبان می‌پردازد.

## تحصیلات و اشتغال
او پس از اتمام دوران تحصیل ابتدایی در روستای چوپانان، برای ادامه تحصیل به یزد رفت و تحصیلات متوسطه را به پایان برد. او رشته مکانیک در دانشگاه علم و صنعت را نیمه‌کاره رها کرد و در دانشگاه اصفهان در رشته ادبیات فارسی به تحصیل پرداخت و بادرجه فوق‌لیسانس فارغ‌التحصیل شد. پایان‌نامه او «نقد و تصحیح دیوان نیکی اصفهانی» شاعر قرن یازدهم هجری بود که از روی تک نسخه خطی انجام شده‌است. وی بازنشسته آموزش و پرورش است و به آموزش شعر در اصفهان مشغول است.

## انجمن‌های ادبی و وبلاگ‌نویسی و نقد شعر
انجمن ادبی صائب که در مقبره صائب تبریزی در اصفهان برپا می‌شود و انجمن‌های ادبی اصفهان از جمله انجمن سروش خمینی شهر از او به عنوان منتقد شعر یاد می‌کنند. همچنین وی داوری ادواری از جشنواره شعر فجر و جشنواره‌های دانشجویی را در کارنامه خود دارد. همچنین مدتی نیز مدیر انجمن ادبی کمال در اصفهان بود.وی از چهره‌های مؤثر بر انجمن‌های ادبی در اصفهان و خمینی شهر است وی به عنوانی یکی از منتقدین اصلی شعر و به خصوص شعر نو در پایگاه نقد شعر بنیاد شعر و ادبیات داستانی شناخته می‌شود. همچنین او بر کتاب‌های شعر نو مختلفی نقد نوشته‌است.
او اولین بار با وبلاگ‌نویسی به ترجمه شعرهایی از لاریسا شمایلو شاعر آمریکایی و همچنین نوشتن کاریکلماتور پرداخت. وبلاگی که بیشتر این نوع آثار او را دربردارد دیش سپید نام دارد.

## نظرها و گفته‌ها و سبک شعر
اشعار او گرچه در قالب‌های مختلف از غزل و قصیده و رباعی و چارپاره و مثنوی تا نیمایی و سپید است امّا غالب اشعار او و همچنین تمایل خود او به شعر سپید است.
وی به جنسی شدن اشعار جوانان در شعر معاصر به خاطر دیوارهایی که به باور او در جامعه ایران بین دو جنس وجود دارد نقدهایی وارد کرده‌است.
در کتاب آیینه‌پردازان وی به تعریف شعر پرداخته‌است و تعریف ارسطو از شعر را که به گفته او در جملهٔ «کلامی است مخیّل» خلاصه می‌شود بهترین تعریف برای شعر می‌داند و معتقد است که شعر باید یک فضای مجازی بیافریند تا بتواند آیینه‌ای باشد که مخاطب خویشتن را در آن مشاهده کند نه قاب عکس شاعری که اندیشه‌های خود را به مخاطب تحمیل می‌کند.
وی با القای اندیشه در شعر مخالف است و آنچه را که درون خود اندیشه‌ای مستقیم داشته باشد آموزه یا شعار می‌داند و معتقد است که از درجه شعری آن می‌کاهد. وی بر این باور است که شعر باید اندیشیدن بیاموزد و نه اندیشه. او به توزیع مافیایی کتاب و همچنین حق مؤلف انتقادهای زیادی وارد کرده‌است. او از امضاکنندگان نامه جمعی از شاعران ایران در انتقاد به سخنان علیرضا قزوه پیرامون انجمن شاعران ایران بود که از رواج بداخلاقی‌ها در حوزه شعر و ادب، اظهار نگرانی کرده بودند.

## آثار و کتابشناسی
غالب آثار شعری او در قالب شعر نو و به خصوص شعر سپید است. همچنین کتاب آیینه‌پردازان او به نوعی ارائه یک تعریف از شعر است با نگاهی تازه به ساختار و ماهیت شعر که به قول خودش حاصل غور در لحظات سرودن و بررسی شاهکارهای ادب فارسی و ادبیات جهان است. وزارت ارشاد ایران برخی از اشعار او را با حذف برخی لغات و جایگزینی آنها با نقطه چین ممیزی نموده‌است که در کتاب اول او آسمان را بالاتر بیاویز مشهود است. آثار او در ایران تحت سانسور قرار گرفته به شکلی که در کتاب آسمان را بالاتر بیاویز بسیاری از کلمات با نقطه چین جایگزین شده‌است.
- آسمان را بالاتر بیاویز، نشر موعود، ۱۳۷۶
- شب و ابر و هامون/مجموعه شعر، گفتمان اندیشه معاصر، ۱۳۸۴، شابک ۹۶۴-۸۷۴۵-۰۷-۲
- آن آویشن غریب، نوشته، ۱۳۸۳، شابک ۹۶۴-۹۴۹۶۴-۱-۶
- عاشقان ایستاده می‌میرند/مجموعهٔ شعر، گفتمان اندیشه معاصر، شابک ۹۷۸-۹۶۴-۸۷۴۵-۵۲-۸
- چه تابستان بی‌سایه‌ای، تکا (توسعه کتاب ایران)، ۱۳۸۸، شابک ۹۷۸-۶۰۰-۵۱۰۰-۸۹-۱
- آیینه‌پردازان/درشناخت ماهیَت و ساختار شعر، سازمان فرهنگی تفریحی شهرداری اصفهان، ۱۳۹۱، شابک ۹۷۸-۶۰۰-۱۳۲-۰۵۸-۳
- آن گور غریب، تحقیقی تاریخی، بهین، ۱۳۹۶، شابک ۹۷۸-۶۰۰-۶۳۷۸-۱۵-۲